# بول توماس أندرسون
بول توماس أندرسون (بالإنجليزية: Paul Thomas Anderson)‏ مخرج ومنتج سينمائي وكاتب سيناريو ومصور سينمائي أمريكي ولد في 26 حزيران 1970 في مدينة لوس أنجلوس. طور أندرسون اهتماماً في صناعه الأفلام في سن مبكرة. أخرج أندرسون فيلمه الروائي الطويل الأول «لعبة الثمانية الصعبة» في عام 1996، وحقق نجاحًا نقديًا وتجاريًا مع فيلم «ليال راقصة» (1997). كما حصل على المزيد من الجوائز لفيلم ماغنوليا في عام 1999 وهو فيلم إطاره المكاني في وادي سان فيرناندو شارك فيه طاقم مؤلف من الممثلين. أخرج أندرسون الفيلم الكوميدي الدرامي الرومانسي بعنوان «حب مترنح» في عام 2002.
أخرج أندرسون فيلمه الخامس بعنوان «ستسيل الدماء» (2007)، والذي تدور أحداثه حول مُنَقِب عن النفط خلال الطفرة النفطية في جنوب كاليفورنيا. حقق هذا الفيلم نجاحًا نقديًا وتجاريًا كبيرين، وغالبًا ما يُستشهد به كواحد من أعظم الأفلام. تبع ذلك فيلما «المعلم» (2012) و«رذيلة متأصلة» (2014). صدر الفيلم الثامن لأندرسون بعنوان «خيط وهمي» في عام 2017. وصدر فيلمه التاسع «بيتزا العرقسوس» في عام 2021 ولاقى إشادة كبيرة من النقاد.
قام أندرسون كذلك بإخراج مقاطع فيديو موسيقية لعدة فنانين أمثال فيونا آبل وراديوهيد وهايم وجوانا نيوسوم وأيمي مان وجون بريون ومايكل بن. أخرج أندرسون فيلمًا وثائقيًا بعنوان، جنون (2015) حول صناعة الألبوم الذي يحمل نفس الاسم في الهند. كما أخرج فيلمًا قصيرًا مصاحبًا لألبوم أنيما للموسيقي البريطاني توم يورك في عام 2019 وصدر على نتفليكس وفي دور سينما آيماكس مختارة.
غالبًا ما تكون أفلام أندرسون دراما نفسية تتميز بتصوير شخصيات معيبة ويائسة واستكشاف مواضيع مثل العائلات الأُسر المختلة وظيفياً والعزلة والشعور بالوحدة والخلاص بأسلوب بصري جريء يستخدم الكاميرا المتحركة والتصوير الذي يستغرق وقتا طويلا. يشتهر أندرسون كذلك بتعاونه المتكرر والناجح مع الممثلين فيليب بيكر هول وفيليب سيمور هوفمان وميلورا والترز وجون ك. رايلي والمصور السينمائي روبرت إلسويت ومصمم الأزياء مارك بريدجز والملحنين جون بريون وجوني غرينوود.
غالباً ما يعتبر أندرسون أحد أبرز المخرجين في جيله إذ حازت أفلامه باستمرار على جوائز وإشادة عامة من النقاد. رُشحت أفلام أندرسون ل11 جائزة أوسكار وثلاث جوائز غولدن غلوب و8 جوائز الأكاديمية البريطانية للأفلام (وفاز بواحدة منها). كما فاز بجائزة أفضل مخرج في مهرجان كان السينمائي، وبجائزة الدب الذهبي في مهرجان برلين السينمائي الدولي، وبجائزة الأسد الفضي في مهرجان البندقية السينمائي.

## النشأة والأسرة
ولد أندرسون في ستوديو سيتي، لوس أنجلوس لإدوينا غوف وإيرني أندرسون. كان إرني ممثلًا وصوتا وومضيف برنامج تلفزيوني للرعب في وقت متأخر من الليل في لصالح شبكة أيه بي سي ومدينة كليفلاند معروف باسم «غولاردي» (بالإنجليزية: Ghoulardi)‏ (والذي استوحى منه بول توماس لاحقًا اسم شركة الإنتاج الخاصة به). نشأ أندرسون في وادي سان فيرناندو كواحد من أربعة إخوة، ولديه خمسة إخوة غير أشقاء آخرين من زواج والده الأول. كانت علاقته مضطربة مع والدته عكس علاقته مع والده الذي شجعه على أن يصبح كاتبًا أو مخرجًا. درس أندرسون في عدد من المدارس بما في ذلك مدرسة باكلي ومدرسة جون توماس داي ومدرسة كامبل هول وأكاديمية كوشينغ ومدرسة مونتكلير الإعدادية.
شارك أندرسون في صناعة الأفلام منذ صغره ولم يكن لديه خطة بديلة عن إخراج الأفلام. صنع فيلمه الأول عندما كان في الثامنة وبدأ في صناعة الأفلام على كاميرا فيديو بيتاماكس اشتراها والده عام 1982. بدأ لاحقًا في استخدام تنسيق الفيلم «8 مم»، لكنه أدرك أن الفيديو كان أسهل. وبدأ في الكتابة وفي تجريب كاميرا من نوع بوليكس بتنسق 16 مم وهو في سن المراهقة.
كتب وصوّر أول إنتاج حقيقي له بعد سنوات من تجربة «الأجرة القياسية» عندما كان طالبًا في المدرسة الثانوية في مدرسة مونكلير الإعدادية مستخدمًا الأموال التي حصل عليها من عمله في تنظيف أقفاص في متجر للحيوانات الأليفة. كان الفيلم عبارة عن وثائقي هزلي لمدة 30 دقيقة على شريط فيديو بعنوان «قصة ديرك ديغلر» (بالإنجليزية: The Dirk Diggler Story)‏ (1988) حول ممثل إباحي. كانت القصة مستوحاة من الممثل الإباحي جون هولمز، والذي كان مصدر إلهام رئيسي لفيلم «ليال مرعبة».
دخل أندرسون في علاقة غرامية بالممثلة والكوميدية مايا رودولف منذ نوفمبر 2001. ويعيشان معا في وادي سان فيرناندو مع أطفالهم الأربعة - ثلاث بنات بيرل (من مواليد أكتوبر 2005) ولوسيل (من مواليد نوفمبر 2009) وإيدا (من مواليد أغسطس 2013) وولد واحد جاك (من مواليد يوليو 2011).

## الحياة المهنية

### الوظيفة المبكرة
التحق أندرسون بكلية سانتا مونيكا قبل التسجيل وقضاء فصلين دراسيين في تخصص اللغة الإنجليزية في كلية إمرسون حيث كان يُدَرَس من قبل الكاتب والبروفيسور ديفيد فوستر والاس، والتحق بجامعة نيويورك ليومين فقط قبل أن يبدأ حياته المهنية كمساعد إنتاج في التلفزيون والأفلام ومقاطع الفيديو الموسيقية وعروض الألعاب في مدينتي لوس أنجلوس ونيويورك. قرر أندرسون أن يصنع فيلمًا مدته 20 دقيقة ليكون «كليته» بعد أن شعر بأن المواد المعروضة عليه في مدرسة السينما حولت تجربته إلى «واجب منزلي أو عمل روتيني».
صنع أندرسون الفيلم القصير «سجائر وقهوة» (بالإنجليزية: Cigarettes & Coffee)‏ (1993) وهو فيلم قصير يربط العديد من القصص حول فاتورة قيمتها 20 دولارًا. أخرج أندرسون هذا الفيلم القصير بتكلفة 10,000 دولار تتكون من مكاسب المقامرة وبطاقة ائتمان صديقته والمال الذي خصصه والده له من أجل الكلية. عُرض الفيلم في عام 1993 في برنامج الأفلام القصيرة في مهرجان صاندانس السينمائي. قرر توسيع الفيلم ليشمل فيلما روائيا طويلاً وُدعِي إلى برنامج صاندانس للفيلم الروائي الطويل لعام 1994. عمل المخرج مايكل كايتون-جونز كمُرْشِد له. رأى جونز بأن أندرسون شخص يتمتع «بالموهبة وبصوت إبداعي كامل التكوين، ولكن ليس لديه الكثير من الخبرة العملية» وأعطاه بعض الدروس الصعبة والعملية.

### عقد 1990
أبرم أندرسون أثناء وجوده في برنامج صندانس للفيلم الروائي الطويل صفقة مع شركة «رايشر إنترتايمنت» لإخراج أول فيلم روائي طويل له بعنوان «سيدني»، والذي ٱعيدت تسميته ك«لعبة الثمانية الصعبة». أعادت شركة «رايشر إنترتايمنت» تحرير الفيلم بعد إكماله. قدم أندرسون الذي لا يزال لديه بصمة العمل الأصلية الفيلم إلى مهرجان كان السينمائي في دورة عام 1996 حيث تم عرضه في قسم «نظرة ما» (بالفرنسية: Un Certain Regard)‏. تمكن أندرسون من إصدار النسخة ولكن بعد إعادة تسمية الفيلم وجمع مبلغ 200,000 دولار اللازم لإنهائه. ساهم أندرسون والممثلون فيليب بيكر هول وجون ك. رايلي وغوينيث بالترو في التمويل النهائي. كانت النسخة المُصْدرة نسخة أندرسون وأطلقت إشادة النقاد للفيلم مسيرته المهنية. يتتبع الفيلم مقامرًا كبيرًا يأخذ رجلًا بلا مأوى تحت جناحه بينما يتورط عاطفياً مع نادلة مضطربة. كما ظهر الممثل فيليب سيمور هوفمان في دور مقامر متعجرف، ما بدأ تعاونًا مكونًا من خمسة أفلام بين الرجلين. كتب روجر إيبرت ناقد شيكاغو سن-تايمز في نقده للفيلم «تذكرني الأفلام التي تشبه ‹لعبة الثمانية الصعبة› بالشخصيات الأصلية والجذابة التي يمكن أن تقدمها لنا الأفلام أحيانًا.»
عمل أندرسون على سيناريو فيلمه الطويل الثاني خلال مشاكل كتابة سيناريو فيلم «لعبة الثمانية الصعبة»، وأكمله في عام 1995. وكانت النتيجة فيلمه المتميز «ليال راقصة»، المُقْتبس من فيلمه القصير «قصة ديرك ديغلر» وتدور أحداثه في عصر الإباحية الذهبي. يتبع الفيلم تحول غسال صحون في ملهى ليلي (مارك والبيرغ) إلى ممثل إباحي شهير تحت اسمه الفني. لاحظ مايكل دي لوكا رئيس شركة نيو لاين سينما النص ووصف إعجابه الشديد بقراءته. صدر الفيلم في 10 أكتوبر 1997 وحقق نجاحًا نقديًا وتجاريًا. أعاد الفيلم إحياء المسيرة المهنية للممثل بيرت رينولدز، وقدم أدوار الشهرة لمارك والبيرغ وجوليان مور. رفض رينولدز بعد إنتاج الفيلم أن يلعب دور البطولة في فيلم أندرسون الثالث ماغنوليا. ترشح الفيلم ل3 جوائز أوسكار في حفل توزيع جوائز الأوسكار السبعين، وتتمثل في جائزة الأوسكار لأفضل ممثل مساعد (رينولدز)، وجائزة الأوسكار لأفضل ممثلة مساعدة (مور) وجائزة الأوسكار لأفضل سيناريو أصلي (أندرسون).
أخبرت شركة نيو لاين سينما أندرسون بعد نجاح فيلم «ليال راقصة» بأنه يمكنه فعل ما يريد في فيلمه التالي ومنحته التحكم الإبداعي. على الرغم من أن أندرسون أراد في البداية أن يصنع فيلمًا «حميميًا وصغير الحجم» إلا أن النص «استمر في الازدهار والتفتح». كان الفيلم الناتج هو فيلم الطاقم المؤلف من الممثلين «ماغنوليا» (1999). يحكي الفيلم قصة التفاعل الغريب للعديد من الأفراد في وادي سان فيرناندو. استخدم أندرسون موسيقى أيمي مان كأساس وإلهام للفيلم وكلفها بكتابة ثماني أغانٍ جديدة. ترشح الفيلم لثلاث جوائز أوسكار في حفل توزيع جوائز الأوسكار الثاني والسبعين بما في ذلك جائزة الأوسكار لأفضل ممثل مساعد (توم كروز) وجائزة الأوسكار لأفضل أغنية أصلية عن أغنية «أنقذني» (بالإنجليزية: Save Me)‏ للمغنية أيمي مان وجائزة الأوسكار لأفضل سيناريو أصلي (أندرسون). صرح أندرسون بعد صدور الفيلم بأن «ما أشعر به حقًا هو أن ‹ماغنوليا› هو، للأفضل أو للأسوأ، أفضل فيلم سأصنعه على الإطلاق».

### عقد 2000

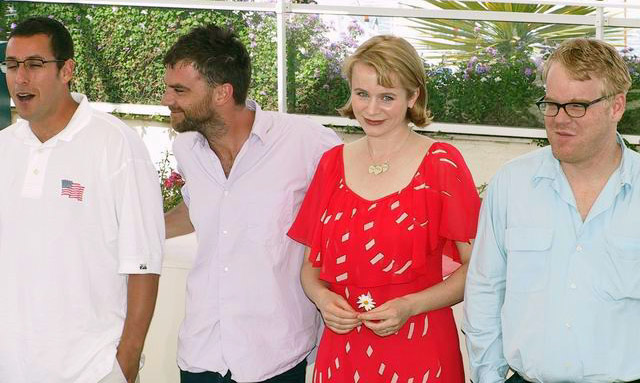
آدم ساندلر وبول توماس أندرسون وإميلي واتسون وفيليب سيمور هوفمان في مهرجان كان السينمائي في عام 2002

صرح أندرسون بعد نجاح فيلم ماغنوليا أنه يود العمل مع آدم ساندلر في المستقبل وأنه مصمم على جعل فيلمه التالي أقصر نسبيًا وبمدة عرض 90 دقيقة فقط. كانت النتيجة الفيلم الكوميدي الدرامي الرومانسي «حب مترنح» (2002) من بطولة ساندلر مع تمثيل إميلي واتسون كحبيبة له. تتمحور القصة حول صاحب مشروع صغير محاصر يعاني من مشاكل الغضب الإنفعالي وسبع أخوات متغطرسات. استندت حبكة فرعية في الفيلم جزئيًا إلى «ديفيد فيليبس» (بالإنجليزية: David Phillips)‏ (ويُطلق عليه أيضًا اسم «رجل البودينغ» (بالإنجليزية: Pudding Guy)‏). تلقى ساندلر إشادة من النقاد لدوره في أول خروج رئيسي له عن الكوميديا السائدة التي جعلت منه نجمًا. فاز أندرسون في مهرجان كان السينمائي 2002 بجائزة أفضل مخرج وترشح فيلمه لجائزة السعفة الذهبية.
استند فيلم «ستسيل الدماء» (2007) بشكل جزئي إلى رواية «نفط!» (بالإنجليزية: Oil!)‏ للكاتب الأمريكي أبتون سنكلير. يتبع عامل منجم الفضة قاس يقوم باستغلال طفرة النفط في جنوب كاليفورنيا في أوائل القرن العشرين. حقق الفيلم 76.1 مليون دولار في جميع أنحاء العالم مقابل ميزانية قدرها 25 مليون دولار. تلقى الفيلم 8 ترشيحات في حفل توزيع جوائز الأوسكار الثمانين متعادلا بذلكً مع فيلم «لا بلد للعجائز» للأخوين كوين لأكبر عدد من الترشيحات في ذلك العام. ترشح أندرسون لجائزة أفضل فيلم وجائزة أفضل مخرج وجائزة أفضل سيناريو مقتبس وخسر الثلاثة جميعًا أمام فيلم«لا بلد للعجائز». فاز الممثل دانيال دي لويس بجائزة الأوسكار لأفضل ممثل وفاز روبرت إلسويت بجائزة الأوسكار لأفضل تصوير سينمائي. تلقى الممثل بول دانو ترشيحًا لجائزة البافتا لأفضل ممثل مساعد. كما ترشح أندرسون لأفضل مخرج من نقابة المخرجين الأمريكيين. اعتبر عديد النقاد فيلم «ستسيل الدماء» كأحد أعظم الأفلام في هذا العقد، مع إعلان بعض النقاد أنه أحد أفضل الأفلام الأمريكية إنجازًا في العصر الحديث. كتب الناقد ديفيد دينبي من صحيفة النيويوركر «قام الكاتب والمخرج الشاب بول توماس أندرسون الآن بعمل يحمل المقارنة مع أعظم إنجازات غريفيث وفورد» وأعلن الناقد ريتشارد شيكل أنه «أحد أكثر الأفلام الأمريكية أصالة على الإطلاق». اعتبر نقاد الأفلام أنتوني سكوت ومانوهلا دارغيس من صحيفة نيويورك تايمز الفيلم في عام 2017 «أفضل فيلم في القرن الحادي والعشرين حتى الآن.»

### عقد 2010
ٱعلن في ديسمبر 2009 أن أندرسون كان يعمل على مشروع جديد حول بدء «مثقف كاريزمي» لديانة جديدة في خمسينيات القرن العشرين. صرح مساعد لأندرسون أن فكرة الفيلم كانت في عقل أندرسون لمدة 12 عامًا تقريبًا. صدر فيلم «المعلم» في 14 سبتمبر 2012 في أمريكا الشمالية وتلقى إشادة من النقاد. يتتبع الفيلم إلتقاء واحد من قدامى محاربي الحرب العالمية الثانية مدمن على الكحول بزعيم حركة دينية جديدة تُعرف باسم «القضية» (بالإنجليزية: The Cause)‏. «ٱفترض على نطاق واسع أن [الحركة] تستند إلى السينتولوجيا» على الرغم من أن الفيلم لا يشير إليها. تلقى الفيلم 3 ترشيحات في حفل توزيع جوائز الأوسكار الخامس والثمانين، تمثلت في جائزة الأوسكار لأفضل ممثل لخواكين فينيكس وفي جائزة الأوسكار لأفضل ممثل مساعد لفيليب سيمور هوفمان وفي جائزة الأوسكار لأفضل ممثلة مساعدة لإيمي آدمز.
بدأ إنتاج الفيلم المقتبس عن رواية «رذيلة متأصلة» التي صدرت في عام 2009 للكاتب الأمريكي توماس بينشون في مايو وانتهى في أغسطس 2013. كان الفيلم بمثابة المرة الأولى التي سمح فيها بينشون بتكييف أحد روايته إلى الشاشة وعمل فيه أندرسون مع خواكين فينيكس للمرة الثانية. يشمل طاقم الممثلين أيضا أوين ويلسون وريس ويذرسبون وجينا مالون ومارتن شورت وبينيشيو ديل تورو وكاثرين واترستون وجوش برولين. تلقى الفيلم بعد إصداره في ديسمبر 2014 ترشيحين إثنين في حفل توزيع جوائز الأوسكار السابع والثمانين تمثلا في جائزة الأوسكار لأفضل سيناريو مقتبس وجائزة الأوسكار لأفضل تصميم أزياء.

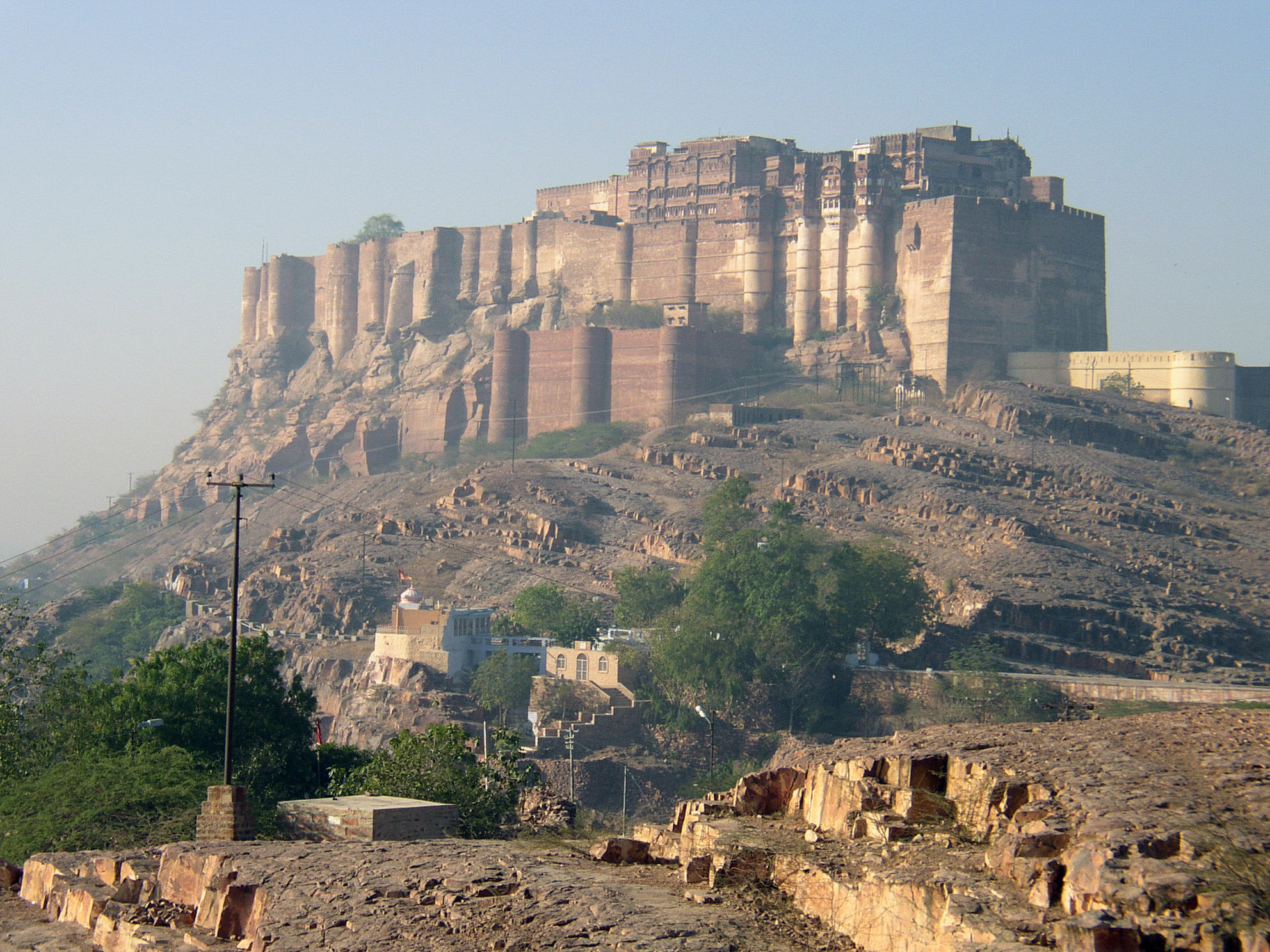
حصن ميهرانغاره في جودبور، راجستان في الهند، حيث صُوِر الفيلم الوثائقي جنون

أخرج أندرسون «جنون» (بالإنجليزية: Junun)‏، وهو فيلم وثائقي لعام 2015 حول صنع الألبوم من قبل الملحن وعازف القيثارة في فرقة راديوهيد جوني غرينوود ومنتج راديوهيد نايجل غودريتش والملحن الإسرائيلي شاي بن تزور ومجموعة من الموسيقيين الهنود. سُجِلت معظم العروض في حصن ميهرانغاره التي تعود للقرن الخامس عشر في راجستان في الهند. عُرِض فيلم «جنون» لأول مرة في مهرجان نيويورك السينمائي في عام 2015.
صدر الفيلم الروائي الثامن لأندرسون بعنوان «خيط وهمي» في أواخر عام 2017، ويتمحور حول صناعة الأزياء بلندن في عام 1954. لعب الممثل دانيال دي لويس دور البطولة في دوره السينمائي الأخير، بعد أن لعب دور البطولة في فيلمه قبل الأخير لينكولن في عام 2012. يشمل طاقم الممثلين أيضًا ليزلي مانفيل وفيكي كريبس وريتشارد غراهام. قامت شركة فاوكيس فيتشرز بتوزيع الفيلم في الولايات المتحدة مع توزيع شركة يونيفرسال بيكشرز للإصدار الدولي. بدأ التصوير الرئيسي للفيلم في يناير 2017. كان المصور السينمائي روبرت إلسويت غائبًا أثناء الإنتاج، ولم يتم منح أي اسم رسمي للمصور السينمائي على الرغم من الادعاءات التي تفيد بأن أندرسون عمل كمصور سينمائي في الفيلم. صرح روبرت إلسويت في 16 فبراير 2019 بأنه لن يعمل مع أندرسون في أفلامه القادمة. حصل الفيلم على 6 ترشيحات في حفل توزيع جوائز الأوسكار التسعين، وفاز بجائزة الأوسكار لأفضل تصميم أزياء.

### عقد 2020
ٱعلن في 18 ديسمبر 2019 عن إنتاج فيلم أندرسون التالي بواسطة شركة فاوكيس فيتشرز. حلت شركة مترو-غولدوين-ماير محل شركة فاوكس في 17 يوليو 2020 باعتبارها الشركة المنتحة للفيلم. تدور أحداث الفيلم في السبعينيات حول تحول طالب في المدرسة الثانوية إلى ممثل، مع الإعلان عن بدء الإنتاج في أغسطس 2020. انتهى الفيلم الذي سُمِي بيتزا العرقسوس من التصوير الرئيسي بحلول نوفمبر 2020 مع بدأ مرحلة ما بعد الإنتاج حينها. أُعلن في 20 أبريل 2021 أن الفيلم كان مُعدًا للإصدار المحدود في 26 نوفمبر وللإصدار الواسع في 25 ديسمبر. حصل فيلم «بيتزا العرقسوس» على 3 ترشيحات في حفل توزيع جوائز الأوسكار الرابع والتسعين وهي جائزة الأوسكار لأفضل فيلم وجائزة الأوسكار لأفضل مخرج وجائزة الأوسكار لأفضل سيناريو أصلي.

### الأعمال الأخرى
كتب أندرسون وأخرج في عام 2000 مقطعًا لبرنامج ساترداي نايت لايف مع الممثل بن أفليك بعنوان «إس إن إل فاناتيك» (بالإنجليزية: SNL FANatic)‏ استنادًا إلى سلسلة إم تي في «فاناتيك» (بالإنجليزية: FANatic)‏. وعمل كمخرج احتياطي أثناء تصوير فيلم «شريك في بيت ريفي» لروبرت ألتمان لأغراض التأمين إذ كان ألتمان يبلغ من العمر 80 عامًا في ذلك الوقت. شارك أندرسون في عام 2008 في كتابة وإخراج مسرحية مدتها 70 دقيقة في مسرح لارغو، تتألف من سلسلة من المقالات القصيرة من بطولة مايا رودولف وفريد آرميسين مع تلحين مباشر لجون بريون.
قام أندرسون كذلك بإخراج مقاطع فيديو موسيقية لعدة فنانين أمثال فيونا آبل وراديوهيد وهايم وجوانا نيوسوم وأيمي مان وجون بريون ومايكل بن. أخرج أندرسون فيلمًا قصيرًا لفرقة هايم في عام 2017 بعنوان «فالانتاين» (بالإنجليزية: Valentine)‏ ويضم ثلاثة عروض موسيقية للفرقة. أخرج أندرسون في عام 2019 الفيلم القصير «أنيما» من بطولة الموسيقي البريطاني توم يورك يحتوي على موسيقى من ألبوم أنيما. صدر الفيلم القصير في دور سينما آيماكس محددة وصدر على نتفليكس في 27 يونيو.

## التأثيرات والأسلوب

### التأثيرات
التحق أندرسون بمدرسة السينما لمدة يومين فقط مفضلاً تعلم الحرفة من خلال مشاهدة أفلام صانعي الأفلام الذين أحبهم، فضلاً عن مشاهدة الأفلام المصحوبة بتعليقات صوتية للمخرج. وقد استشهد بهؤلاء كمؤثرين كلا من ستانلي كوبريك وروبرت ألتمان وجوناثان ديم ومارتن سكورسيزي وأورسن ويلز وألفريد هتشكوك وماكس أوفيلس جون هاستون وأنتوني مان وديفيد ماميت وفرانسوا تروفو وفنسنت مينيلي وأكيرا كوروساوا وستيفن سبيلبرغ وبيلي وايلدر ومايك لي وروبرت داوني الأب.

### المواضيع والأسلوب
يشتهر أندرسون بالأفلام التي تدور أحداثها في وادي سان فيرناندو بشخصيات مَعِيبة ويائسة واقعيًا. من بين المواضيع التي تم تناولها في أفلام أندرسون العلاقات الأسرية المختلة والعزلة والعائلات البديلة والندم والوحدة وقوة المغفرة والقدر وأشباح الماضي. يستخدم أندرسون التكرار بشكل متكرر لبناء التركيز والاتساق الموضوعي. ٱستخدمت عبارة «لم أفعل أي شيء» مرة واحدة على الأقل للإشارة إلى مواضيع المسؤولية والإنكار في أفلام «ليال راقصة» و«ماغنوليا» و«حب مترنح» و«المعلم»
تشتهر أفلام أندرسون بأسلوبها البصري الجريء والذي يتضمن علامات أسلوبية مثل الكاميرا المتحركة باستمرار والتصوير الذي يستغرق وقتًا طويلاً على أساس ثابت واستخدام لا يُنسى للموسيقى وصور سمعية بصرية متعددة الطبقات. يميل أندرسون إلى الإشارة إلى سفر الخروج من الكتاب المقدس إما بشكل صريح أو خفي. يشمل ذلك الإشارات المتكررة إلى «سفر الخروج 8:2» في فيلم «ماغنوليا» الذي يتحدث عن وباء الضفادع والذي بلغ ذروته مع هطول الأمطار الحرفي للضفادع في ذروة الفيلم، أو العنوان والمواضيع في فيلم «ستسيل الدماء» وهي كلمة موجودة في «سفر الخروج 7:19» والتي تتحدث عن وباء الدم.
استكشف أندرسون في أفلامه الثلاثة الأولى «لعبة الثمانية الصعبة» و«ليال راقصة» و«ماغنوليا» مواضيع العائلات المختلة والاغتراب والشعور بالوحدة. لوحظ فيلما «ليال راقصة» و«ماغنوليا» بفرقة الطاقم المؤلف الكبير لهما، والذي أعاد أندرسون استعمال تقنية الطاقم المؤلف في فيلم «رذيلة متأصلة». استكشف أندرسون في فيلم «حب مترنح» مواضيع مماثلة لكنه عبر عن أسلوب بصري مختلف متخليًا عن تأثيرات ومراجع أفلامه السابقة كونه فيلما أكثر سريالية ذو إحساس قوي بالواقع. وكان أيضًا قصيرًا نسبيا مقارنة بفيلمه السابقين بمدة عرض 90 دقيقة.
تميز فيلم «ستسيل الدماء» عن أفلامه الأربعة الأولى لكنه شارك مواضيع وأسلوبًا متشابهًا مثل الشخصيات المعيبة والكاميرا المتحركة والموسيقى التي لا تُنسى ومدة العرض الطويلة. كان الفيلم أكثر ارتباطًا بالسياسة من أفلامه السابقة حيث تعامل مع الرأسمالية ومع مواضيع عديدة كالوحشية والتفاؤل والهوس. تعامل فيلم «المعلم» مع «أفكار حول الشخصية الأمريكية والنجاح وغياب الأصل العائلي وديناميات المعلم والتلميذ والدمار المؤكد المتبادل بين الأب والابن.» تناولت جميع أفلامه مواضيع أمريكية مع تناول موضوع الأعمال مقابل الفن في «ليال راقصة» وتناول موضوع الطموح في «ستسيل الدماء» وتناول موضوع إعادة ابتكار الذات في «المعلم».

### الشركاء المتكررون

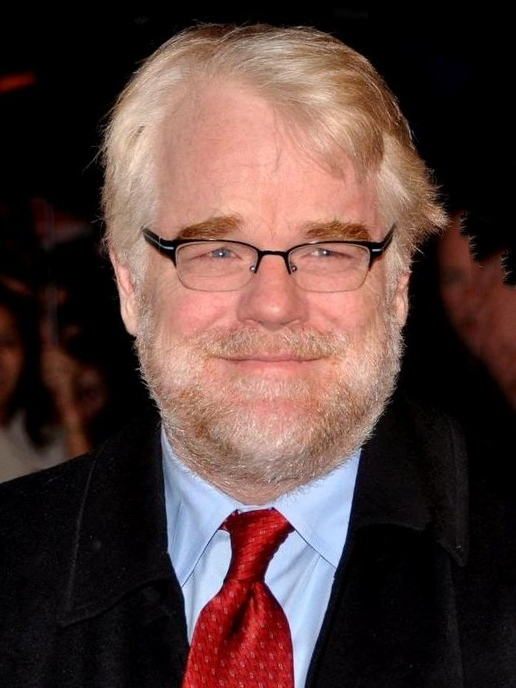
ظهر الممثل الراحل فيليب سيمور هوفمان في خمسة من أفلام أندرسون.

يتعاون أندرسون كثيرًا مع العديد من الممثلين وطاقم العمل ويحملهم معه في كل فيلم. وأشار إلى الممثلين المتكررين باسم «شركتي الصغيرة الممثّلة». يشمل أمثال هؤلاء الممثلين كلا من جون ك. رايلي وفيليب بيكر هول وجوليان مور وويليام ميسي وميلورا والترز، وأهمهم الراحل فيليب سيمور هوفمان. يعتبر لويس غوزمان أيضًا ممثلا شريكا متكررا لأندرسون. مثل هوفمان في أول أربعة أفلام لأندرسون، بالإضافة إلى فيلم «المعلم». لدى فيلم «ستسيل الدماء» فريق عمل جديد تمامًا باستثناء بول فرانسيس تومكنس وكيفين بريزناهان وجيم مسكيمن الذين كان لهم جميعًا أدوار ثانوية في فيلم ماغنوليا. يعتبر أندرسون - إضافة إلى جيم شيريدان ومارتن سكورسيزي - واحدا من ثلاثة مخرجين تعاون معهم الممثل دانيال دي لويس أكثر من مرة.
عمل روبرت إلسويت كمصور سينمائي لمعظم أفلام أندرسون باستثناء فيلم «المعلم» الذي قام ميهاي ماليماري الإبن بتصويره سينمائيا وفيلم «خيط وهمي» الذي لم يُنسب فيه أي شخص في دور المصور السينمائي. عمل جون بريون كملحن لأفلام «لعبة الثمانية الصعبة» و «ماغنوليا» و«حب مترنح»، وعمل جوني غرينوود من فرقة راديوهيد كملحن في كل فيلم بعدهم. قام ديلان تيتشينور بتحرير أفلام «ماغنوليا» و«ستسيل الدماء» و«خيط وهمي». يعمل أندرسون بانتظام مع المنتجين جوان سيلار وسكوت رودين ومايكل دي لوكا ودانيال لوبي، ومع مخرجة أداء الأدوار كاساندرا كولوكونديس.
| جون بريون           | ملحن         | Yes | -   | Yes | Yes | -   | -   | -   | -   | -   | 3   |   |   |
| مارك بريدجز         | مصمم أزياء   | Yes | Yes | Yes | Yes | Yes | Yes | Yes | Yes | Yes | 9   |   |   |
| روبرت إلسويت        | مصور سينمائي | Yes | Yes | Yes | Yes | Yes | -   | Yes | -   | -   | 6   |   |   |
| جوني غرينوود        | ملحن         | -   | -   | -   | -   | Yes | Yes | Yes | Yes | Yes | 5   |   |   |
| لويس غوزمان         | ممثل         | -   | Yes | Yes | Yes | -   | -   | -   | -   | -   | 3   |   |   |
| فيليب بيكر هول      | ممثل         | Yes | Yes | Yes | -   | -   | -   | -   | -   | -   | 3   |   |   |
| فيليب سيمور هوفمان  | ممثل         | Yes | Yes | Yes | Yes | -   | Yes | -   | -   | -   | 5   |   |   |
| ليزلي جونز          | محرر         | -   | -   | -   | Yes | -   | Yes | Yes | -   | -   | 3   |   |   |
| كاساندرا كولوكونديس | تجارب الأداء | -   | Yes | Yes | Yes | Yes | Yes | Yes | Yes | Yes | 8   |   |   |
| دانيال لوبي         | منتج         | Yes | Yes | Yes | Yes | Yes | Yes | Yes | Yes | Yes | 9   |   |   |
| جون ك. رايلي        | ممثل         | Yes | Yes | Yes | -   | -   | -   | -   | -   | Yes | 4   |   |   |
| جوان سيلار          | منتجة        | -   | Yes | Yes | Yes | Yes | Yes | Yes | Yes | Yes | 8   |   |   |
| ديلان تيتشينور      | محرر         | Yes | Yes | Yes | -   | Yes | -   | Yes | -   | -   | Yes | - | 5 |
| ميلورا والترز       | ممثلة        | Yes | Yes | Yes | -   | -   | Yes | -   | -   | -   | 4   |   |   |

## قائمة الأفلام
قام بول توماس أندرسون بإخراج 9 أفلام روائية طويلة بداية من عام 1996 وصولا إلى عام 2021.
| السنة | العنوان              | الشركة الموزعة                              |
| ----- | -------------------- | ------------------------------------------- |
| 1996  | لعبة الثمانية الصعبة | شركة صامويل غولدوين                         |
| 1997  | ليال راقصة           | نيو لاين سينما                              |
| 1999  | ماغنوليا             | نيو لاين سينما                              |
| 2002  | حب مترنح             | سوني بيكتشرز ريليسنغ                        |
| 2007  | ستسيل الدماء         | باراماونت فانتايج / ميراماكس                |
| 2012  | المعلم               | شركة واينستين                               |
| 2014  | رذيلة متأصلة         | وارنر برذرز بيكتشرس                         |
| 2017  | خيط وهمي             | فاكسيس فيتشرز / يونيفرسال بيكشرز            |
| 2021  | بيتزا العرقسوس       | يونايتد آرتيست ريليسينغ / مترو-غولدوين-ماير |
| 2025  | معركة تلو الأخرى     | وارنر برذرز بيكتشرز                         |

## الجوائز والتقدير
أُطلق على أندرسون لقب «أحد أكثر المواهب إثارة التي ظهرت منذ سنوات» ويُعْتبر «من بين المواهب العليا اليوم.» ٱشيد بأندرسون باعتباره «عبقريًا» بعد إصدار فيلمي «ليال راقصة» و«ماغنوليا». اعتبره معهد الفيلم الأمريكي في عام 2007 «أحد أساتذة السينما الأمريكية المعاصرين». كما صنفته صحيفة الغارديان في عام 2012 في المرتبة الأولى على قائمتها ل«أفضل 23 مخرجًا سينمائيًا في العالم»، إذ كتبت أنه «اشتد تفانيه في مهنته، مع تميزه بازدرائه للعلاقات العامة والشهرة ما جعله صانع الأفلام الأكثر ورعا في جيله. اختارته مجلة إنترتينمنت ويكلي في عام 2013 في المرتبة الثامنة في قائمة أفضل المخرجين الحاليين واصفة إياه بأنه «واحد من أكثر المخرجين ديناميكية ممن ظهروا في العشرين سنة الماضية». كتب بيتر ترافرز من مجلة رولينغ ستون «يؤكد فيلم المعلم وهو الفيلم السادس للكاتب والمخرج البالغ من العمر 42 عامًا على مكانته كأفضل موهبة صناعة الأفلام في جيله. أندرسون هو نجم الروك والفنان الذي يعرف لا حدود.»
كما أشاد به مخرجون آخرون. أشار المخرج السويدي إنغمار برغمان في مقابلة صحفية إلى أن فيلم ماغنوليا يعتبر مثالا على قوة السينما الأمريكية. أشار المخرج البريطاني سام ميندز إلى أندرسون على أنه «كاتب حقيقي - وهناك عدد قليل جدًا ممن أصنفهم على أنهم عباقرة». قارن الممثل والمخرج الأمريكي بن أفليك أندرسون بالمخرج أورسن ويلز في خطاب قبوله لجائزة غولدن غلوب لأفضل مخرج.
يُعْتبر أندرسون المخرج الوحيد الذي فاز بجوائز المخرجين الثلاثة من المهرجانات السينمائية الدولية الثلاثة (مهرجان كان السينمائي، مهرجان برلين السينمائي الدولي، مهرجان البندقية السينمائي).
| العام          | العنوان        | جوائز الأوسكار | جوائز الأوسكار | جوائز البافتا | جوائز البافتا | جوائز غولدن غلوب | جوائز غولدن غلوب |
| العام          | العنوان        | الترشيحات      | الفوز          | الترشيحات     | الفوز         | الترشيحات        | الفوز            |
| -------------- | -------------- | -------------- | -------------- | ------------- | ------------- | ---------------- | ---------------- |
| 1997           | ليال راقصة     | 3              |                | 2             |               | 2                | 1                |
| 1999           | ماغنوليا       | 3              |                |               |               | 2                | 1                |
| 2002           | حب مترنح       |                |                |               |               | 1                |                  |
| 2007           | ستسيل الدماء   | 8              | 2              | 9             | 1             | 2                | 1                |
| 2012           | المعلم         | 3              |                | 4             |               | 3                |                  |
| 2014           | رذيلة متأصلة   | 2              |                |               |               | 1                |                  |
| 2017           | خيط وهمي       | 6              | 1              | 4             | 1             | 2                |                  |
| 2021           | بيتزا العرقسوس | 3              |                | 5             | 1             | 4                |                  |
| العدد الإجمالي | العدد الإجمالي | 25             | 3              | 24            | 3             | 17               | 3                |

إخراج لتمثيل متعلق بالأوسكار
| جائزة الأوسكار لأفضل ممثل         |                    |              |     |
| 2007                              | دانيال دي لويس     | ستسيل الدماء | فوز |
| 2012                              | خواكين فينيكس      | المعلم       | رُشِّح |
| 2017                              | دانيال دي لويس     | خيط وهمي     | رُشِّح |
| جائزة الأوسكار لأفضل ممثل مساعد   |                    |              |     |
| 1997                              | بيرت رينولدز       | ليال راقصة   | رُشِّح |
| 1999                              | توم كروز           | ماغنوليا     | رُشِّح |
| 2012                              | فيليب سيمور هوفمان | المعلم       | رُشِّح |
| جائزة الأوسكار لأفضل ممثلة مساعدة |                    |              |     |
| 1997                              | جوليان مور         | ليال راقصة   | رُشِّح |
| 2012                              | إيمي آدامز         | المعلم       | رُشِّح |
| 2017                              | ليزلي مانفيل       | خيط وهمي     | رُشِّح |

## روابط خارجية
- بول توماس أندرسون على موقع IMDb (الإنجليزية)
- بول توماس أندرسون على موقع الموسوعة البريطانية (الإنجليزية)
- بول توماس أندرسون على موقع روتن توميتوز (الإنجليزية)
- بول توماس أندرسون على موقع مونزينجر (الألمانية)
- بول توماس أندرسون على موقع ألو سيني (الفرنسية)
- بول توماس أندرسون على موقع ميوزك برينز (الإنجليزية)
- بول توماس أندرسون على موقع تيرنر كلاسيك موفيز (الإنجليزية)
- بول توماس أندرسون على موقع أول موفي (الإنجليزية)
- بول توماس أندرسون على موقع بوكس أوفيس موجو (الإنجليزية)
- بول توماس أندرسون على موقع قاعدة بيانات الأفلام السويدية (السويدية)